# 砂川リチャード
砂川 リチャード（すながわ リチャード、英語名：Richard Makoto Sunagawa-O'Brien、1999年6月18日 - ）は、沖縄県中頭郡北中城村出身のプロ野球選手（内野手）。右投右打。読売ジャイアンツ所属。
2020年からの登録名はリチャード。NPBのウエスタン・リーグにおける、シーズン最多本塁打記録保持者。

## 経歴

### プロ入り前
北中城村立北中城中学校在学中に、軟式野球部と硬式野球の「中部育成会」へ所属。3年時に参加した中頭地区陸上競技大会では、男子砲丸投げの部で3位に入賞した。
沖縄尚学高等学校への進学後は、甲子園出場こそ叶わなかったが、在学中の対外試合で通算25本塁打を記録。3年時の春季沖縄県大会では、通算打率.444を記録した。
2017年10月26日に行われたドラフト会議では、福岡ソフトバンクホークスから育成3位指名を受け、支度金300万円、年俸360万円（金額は推定）という条件で、育成選手として契約した。背番号は127。

### ソフトバンク時代
2018年は、三軍戦36試合に出場し、打率.159、1本塁打、12打点を記録した。
2019年は、同郷の山川穂高などとの自主トレーニングに初めて参加。二軍のウエスタン・リーグ公式戦では8試合に出場し、打率.077、1打点、三軍戦ではチーム最多の94試合に出場し、打率.279、11本塁打、54打点、5盗塁を記録した。11月23日から台湾で開催されたアジアウインターベースボールリーグで、NPB RED選抜チームの一員として17試合に出場。リーグ1位タイの3本塁打、リーグ2位の17打点、打率.299の成績を残した。
2020年は、前年に続いて、山川や森友哉などとの合同自主トレーニングに参加。その後の春季キャンプでは、一軍に相当するA組のメンバーへ抜擢された。キャンプ序盤の2月4日に、自身の希望で、登録名を本名（砂川 リチャード）からミドルネームのみ（リチャード）に変更した。チーム内の紅白戦、JR四国との練習試合、オープン戦の初戦（2月22日の対オリックス・バファローズ戦）と、実戦で3試合続けて本塁打を記録。その後、オープン戦でも最後まで一軍へ帯同し、初戦と最終戦（3月15日の対広島東洋カープ戦）で本塁打を放つなど結果を残し、オープン戦終了後の3月16日に支配下登録選手へ移行された。背番号は52。新型コロナウイルス感染拡大の影響でNPBレギュラーシーズンの開幕延期後も、開幕一軍の候補に残ったが、開幕を二軍で迎えた。ウエスタン・リーグの公式戦には、72試合の出場で規定打席に到達。リーグ唯一の2桁本塁打（12本）、47打点という好成績で、本塁打王と打点王のタイトルを初めて獲得した。シーズン終了後の12月3日に、推定年俸660万円（前年から60万円増）で契約を更改した。
2021年は、前年に続いて、春季キャンプのA組に参加。新任のヘッドコーチの小久保裕紀の下で1日1000スイングを敢行するなど、厳しい練習でレギュラーシーズン開幕からの一軍デビューを目指していたが、オープン戦の途中から打撃不振で二軍に回った。その後、ジュリスベル・グラシアルが前半戦に故障で戦線を離脱したことを受けて、2020東京オリンピックの開催に伴うシーズンの休止期間中に組まれたエキシビションマッチから一軍へ再び合流すると、4番打者として全9試合でスタメンに起用。打率は.226（31打数7安打）ながら、2本塁打を含む6本の長打と、チームトップの9打点という成績を残した。チーム事情からペナントレースの再開時は二軍だったが、9月1日にプロ入り初めて一軍に昇格。翌9月2日の東北楽天ゴールデンイーグルス戦（福岡PayPayドーム）で、「7番・一塁手」のスタメンとして一軍公式戦デビューを果たした。9月4日のオリックス・バファローズ戦（PayPayドーム）では「8番・三塁手」で先発出場すると、観戦していた両親の目の前で、7回裏の第4打席に初安打を記録した。翌5日の同カードでも「7番・三塁手」でスタメンに起用されると、2回裏の第1打席で犠飛によって初打点を挙げたことを皮切りに、4回裏一死満塁で迎えた第2打席で初本塁打、7回裏の第4打席で2号ソロ本塁打を放つなど、フル出場で6打点を記録した。この満塁本塁打はチームにとって、シーズン初の満塁本塁打だった。一軍公式戦での初本塁打が満塁本塁打だった事例は、2021年5月4日に中日ドラゴンズの根尾昂（球団では2017年の甲斐拓也）が記録して以来であった。一軍では最終的に34試合に出場し、7本塁打を記録。ウエスタン・リーグでは12本塁打で2年連続の本塁打王を獲得した。オフに、500万円増となる推定年俸1160万円で契約を更改した。
2022年は一軍スタートとなったが、開幕カードの対北海道日本ハムファイターズとの3連戦（PayPayドーム）では、3月26日の2戦目で、8回裏に松田宣浩の代打としてシーズン初出場し、四球で出塁したのみで、同28日には登録を抹消された。その後、5月3日に一軍再登録され、同日のオリックス戦（PayPayドーム）では8回裏に代打として出場（結果は二ゴロ）。翌4日には「8番・三塁手」でシーズン初の先発出場を果たし、4回裏に先発宮城大弥からシーズン初安打を記録した。5月7日の千葉ロッテマリーンズ戦（ZOZOマリンスタジアム）では、8回表に牧原大成の代打で出場し四球で出塁し、その裏の守備にも就くと、9回表に2点適時二塁打を放ちシーズン初打点を挙げると、翌8日は先発出場し、5打数2安打と活躍した。しかし、その後先発出場した2試合で無安打に終わり、同16日に再び登録抹消となった。7月10日に再昇格すると、同12日のオリックス戦（PayPayドーム）では、6回裏にジェイコブ・ワゲスパックからシーズン第1号ソロ本塁打を、翌13日には宮城からプロ初となる2打席連続本塁打を放つなど、一軍復帰後3試合で9打数3安打3本塁打を記録した。しかし、次の試合以降2試合連続3三振を記録するなど7試合で21打数3安打12三振と不調で、同28日にはシーズン3度目の登録抹消となった。その後二軍戦で4試合連続本塁打を放ち、8月12日に一軍昇格したが、10打数無安打6三振と結果が出なかったため同15日に登録抹消。その後、翌18日に行われるオリックス戦（京セラドーム大阪）の予告先発・宮城との相性を買われて4度目の昇格を果たしたが、その試合で3打席3三振、続く翌19日の同カードも先発出場したが2打席凡退で代打を送られ、翌20日には登録抹消となり、そのまま二軍でシーズン終了となった。ウエスタン・リーグでは城島健司の持っていたリーグ記録（25本塁打）を更新する29本塁打を記録し、3年連続となる本塁打王と、2年ぶり2度目となる打点王（89打点）の打撃タイトル2冠を獲得した。二軍シーズン終了後、宮崎県で開催されるフェニックス・リーグに参加していたが、クライマックスシリーズファイナルステージ第2戦で再びオリックスの先発・宮城との相性を買われて一軍に召集され先発出場したが、第1打席はワンバウンドするスローカーブを空振り三振、第2打席はフルカウントから真ん中付近のストレートを見逃し三振で2打数無安打、投手交代後の6回の第3打席で代打を送られた。12月25日、160万円減となる推定年俸1000万円で契約を更改した。
2023年はウエスタン・リーグでリーグ史上初の4年連続となる本塁打王（19本塁打）、2年連続3度目となる打点王（56打点）の打撃タイトル2冠を獲得したが、一軍では22試合に出場し、打率.115、0本塁打、1打点に終わった。12月13日、現状維持となる推定年俸1000万円で契約を更改した。
2024年はウエスタン・リーグで本塁打18本、打点54を記録し、リーグ史上最高の連続記録を更新する5年連続となる本塁打王と、3年連続4度目の打点王を獲得。10月のフェニックス・リーグでは参加選手最多の7本塁打を記録した。10月24日、NPBから日本シリーズの出場資格者として公示されたが、出場はなかった。11月22日、契約更改交渉で現状維持となる年俸を提示されたがこれを保留し、他球団への移籍を志願するも三笠杉彦GMに「戦力として見ているから、それはできない」と拒否された。最終的に、12月6日、現状維持となる推定年俸1000万円で契約を更改した。
2025年は栗原陵矢の怪我による離脱もあり、開幕戦から「8番・三塁手」で先発出場を果たすも、本塁打、打点とも0が続く。4月2日の対北海道日本ハム2回戦では、2度の先制のチャンスで凡退した後、守備では1対1で迎えた5回裏一死一・三塁の場面でフランミル・レイエスの併殺打コースの三ゴロをファンブルして決勝点を与える。4月4日の対埼玉西武ライオンズ1回戦で2打席連続三振を喫して打率.091となったところで、7回裏には代打を送られ途中交代した。試合後、監督の小久保が記者団に「リチャードは今日で終わりです。明日からファームに行ってもらいます」と明言、本人も「練習不足です。それだけです」とコメントした。その後は二軍戦21試合に出場し、5月11日までの時点で打率.162（68打数11安打）、4本塁打、10打点の成績だった。

### 巨人時代
2025年5月12日、秋広優人、大江竜聖との2対1の交換トレードで読売ジャイアンツへ移籍。背番号はソフトバンク時代と同じ52で、ミドルネームのみの登録名も継続される。このトレードについて、ソフトバンクチーフベースボールオフィサーの城島健司は「今回に関していうと、ジャイアンツさんからリチャード選手をどうしても獲得したいという話がありまして」と巨人側から打診があったことを明かしている。
翌5月13日に一軍出場登録され、その日の対広島7回戦（MAZDA Zoom-Zoom スタジアム広島）で「7番・三塁手」で先発出場を果たすと、第2打席で一軍戦3年ぶりとなるソロ本塁打を記録した。5月18日には対中日8回戦（東京ドーム）1-2で迎えた5回裏2死一・二塁の場面で先発投手・堀田賢慎の代打として出場、中日先発松葉貴大からバックスクリーン右へ逆転となる3点本塁打を記録し、これが自身同球場初、ならびに移籍後の本拠地初本塁打となった。しかしその後は振るわず、6月12日までに18試合に出場して打率.095、2本塁打、4打点、19三振と低迷した。同日のソフトバンク戦（みずほPayPayドーム）にてサインミスを犯し、二軍降格が決まった。

## 選手としての特徴
長打力に魅力がある長距離砲。和田一浩からは、「お客さんをうならせる遠くに飛ばす打球」を期待されている。片岡篤史からは、逆方向の打球も凄いとパワーを絶賛されており、2023年時点で一軍では結果を残せていないものの「監督が我慢して何打席か使えばポンと結果出してよくなる可能性ある」と予測している。山川穂高は「力だけで言えば日本だったら頂点」とし、山川や村上宗隆、岡本和真よりも上と評している。野球評論家の広岡達朗は、そのパワーを認めながらも「まだバッティングが粗い」と断じ、「ホームランを30本打てたとしても、打率はせいぜい2割ちょっとしか残せないのではないか」と評している。
2024年シーズン時点において二軍で活躍する一方で一軍で結果を出せない要因について山川は「ボールを選びすぎ」と指摘しており、週刊誌系の報道上でも「初球からフルスイングされる怖さがない」と分析されている。
守備面では片岡から「守備がうまく、スローイングもいい」と評されている。ソフトバンク時代の監督でもあった小久保裕紀からも「守備は安定している」と評されている。

## 人物
- 愛称は「リッチー」[64]、「リッチ」[65]。
- 実父は元アメリカ海兵隊員で、実母は日本人。実兄の砂川ジョセフ（すながわ ジョセフ）は沖縄県立北中城高等学校の出身で、アメリカ合衆国ネバダ州のサウスネバダ大学を経て、2018年のMLBドラフト6巡目（全体の178位）でシアトル・マリナーズから指名。指名後は、ジョーイ・オブライエン (Joey O'Brien) の名前でマイナーリーグベースボールの傘下球団へ所属していた[66]。
- 明るい性格の「愛されキャラ」で、人一倍の努力家でもある[67]。その一方で、試合で集中力を持続させることを、自他とも課題に挙げている[23]。
- ソフトバンクに入団してからは、チームメイトであるグラシアルやウラディミール・バレンティンのバッティングを参考にしている。2人とは英語ベースで会話しているが、2人の母国語であるスペイン語も独学で学んでいるという[67]。
- ソフトバンクでの先輩・東浜巨とは自身の中学時代から面識があり、先にプロ入りしていた東浜の自主トレを手伝っていた。自身のプロ入り後は東浜の紹介で、後にチームメイトとなる山川穂高と知り合い、2019年から彼の自主トレに参加、弟子入りしている[68]。山川からは度々生活態度を改めるよう注意されており、2022年1月の自主トレ中には、山川のTwitterで「先輩の財布の上にジューシーを置くリチャードくんへ。あなたは練習さえちゃんとやればとんでもない選手になります。なのでちゃんとやってください。あと、先輩が貸した洋服 何も言わずに練習で勝手に着てこないでください。あと、お酒の作り方下手すぎです。二度と作らせません。今年も頑張ろ」と、実際に財布の上に置かれたジューシー入りの器の証拠写真入りツイートで苦言を呈された[69]。

## 詳細情報

### 年度別打撃成績
| 年 度     | 球 団        | 試 合 | 打 席 | 打 数 | 得 点 | 安 打 | 二 塁 打 | 三 塁 打 | 本 塁 打 | 塁 打 | 打 点 | 盗 塁 | 盗 塁 死 | 犠 打 | 犠 飛 | 四 球 | 敬 遠 | 死 球 | 三 振 | 併 殺 打 | 打 率 | 出 塁 率 | 長 打 率 | O P S |
| --------- | ------------ | ----- | ----- | ----- | ----- | ----- | -------- | -------- | -------- | ----- | ----- | ----- | -------- | ----- | ----- | ----- | ----- | ----- | ----- | -------- | ----- | -------- | -------- | ----- |
| 2021      | ソフトバンク | 34    | 116   | 105   | 11    | 19    | 4        | 0        | 7        | 44    | 20    | 0     | 0        | 0     | 3     | 6     | 0     | 2     | 38    | 1        | .181  | .233     | .419     | .652  |
| 2022      | ソフトバンク | 23    | 70    | 63    | 7     | 10    | 1        | 0        | 3        | 20    | 5     | 0     | 0        | 0     | 0     | 6     | 0     | 1     | 29    | 1        | .159  | .243     | .317     | .560  |
| 2023      | ソフトバンク | 22    | 64    | 61    | 2     | 7     | 1        | 0        | 0        | 8     | 1     | 0     | 0        | 0     | 0     | 2     | 0     | 1     | 25    | 0        | .115  | .156     | .131     | .287  |
| 2024      | ソフトバンク | 15    | 33    | 31    | 0     | 7     | 3        | 0        | 0        | 10    | 1     | 0     | 0        | 0     | 0     | 1     | 0     | 1     | 12    | 3        | .226  | .273     | .323     | .595  |
| 通算：4年 | 通算：4年    | 94    | 283   | 260   | 20    | 43    | 9        | 0        | 10       | 82    | 27    | 0     | 0        | 0     | 3     | 15    | 0     | 5     | 104   | 5        | .165  | .223     | .315     | .538  |

- 2024年度シーズン終了時

### 年度別守備成績
| 年 度 | 球 団        | 一塁  | 一塁  | 一塁  | 一塁  | 一塁  | 一塁     | 三塁  | 三塁  | 三塁  | 三塁  | 三塁  | 三塁     |
| 年 度 | 球 団        | 試 合 | 刺 殺 | 補 殺 | 失 策 | 併 殺 | 守 備 率 | 試 合 | 刺 殺 | 補 殺 | 失 策 | 併 殺 | 守 備 率 |
| ----- | ------------ | ----- | ----- | ----- | ----- | ----- | -------- | ----- | ----- | ----- | ----- | ----- | -------- |
| 2021  | ソフトバンク | 13    | 80    | 4     | 1     | 2     | .988     | 21    | 20    | 24    | 2     | 2     | .944     |
| 2022  | ソフトバンク | 10    | 47    | 3     | 0     | 8     | 1.000    | 14    | 6     | 11    | 0     | 0     | 1.000    |
| 2023  | ソフトバンク | 3     | 14    | 0     | 0     | 0     | 1.000    | 17    | 9     | 26    | 2     | 6     | .949     |
| 2024  | ソフトバンク | 7     | 44    | 5     | 0     | 2     | 1.000    | 4     | 6     | 3     | 0     | 0     | 1.000    |
| 通算  | 通算         | 33    | 185   | 12    | 1     | 12    | .995     | 56    | 31    | 64    | 4     | 8     | .960     |

- 2024年度シーズン終了時

### 記録
初記録
- 初出場・初先発出場：2021年9月2日、対東北楽天ゴールデンイーグルス17回戦（福岡PayPayドーム）、「7番・一塁手」で先発出場
- 初打席：同上、1回裏に則本昂大から空振三振
- 初安打：2021年9月4日、対オリックス・バファローズ19回戦（福岡PayPayドーム）7回裏に張奕から左前安打
- 初打点：2021年9月5日、対オリックス・バファローズ20回戦（福岡PayPayドーム）2回裏に増井浩俊から中犠飛
- 初本塁打：同上、4回裏に増井浩俊から左中間越満塁 ※プロ初本塁打が満塁本塁打は史上88人目[70]

### 背番号
- 127（2018年[7] - 2020年3月15日）
- 52（2020年3月16日[18][51] - ）

### 登録名
- 砂川 リチャード（すながわ リチャード、2018年 - 2019年）
- リチャード（2020年[14][52] - ）

### 登場曲
- 「Gucci Gang」Lil Pump（2019年）
- 「Walk it Talk it」Migos（2019年）
- 「Wow」Post Malone（2020年）
- 「Welcome To Jamrock」Damian Marley（2020年）
- 「Krabby Step」Swae Lee, Tyga, Lil Mosey（2021年 - 2022年、2025年）
- 「Lemonade」Internet Money feat. Don Toliver, Nav & Gunna（2021年）
- 「Yes Indeed」ドレイク（2022年）
- 「Livin' on a prayer」Bon jovi（2023年 - ）
- 「ギンギラギンにさりげなく」近藤真彦（2023年 - ）
- 「Paradise」Coldplay （2024年 - ）
- 「Solita」Ozuna （2024年 - ）
- 「君はともだち」Toy Story （2024年 - )